# موناگاس (ایالت)
ایالت موناگاس (به اسپانیایی: Monagas) یک ایالت در ونزوئلا است که در ونزوئلا واقع شده‌است.

## خصوصیات
ایالت موناگاس ۹۰۵٬۴۴۳ نفر جمعیت دارد.

## خواهرخوانده
شهر شهرستان میامی-دید، فلوریدا خواهرخواندهٔ ایالت موناگاس هست.